# Final da Copa do Brasil de Futebol de 2015
A final da Copa do Brasil de Futebol de 2015 foi a 27ª final dessa competição brasileira de futebol organizada pela Confederação Brasileira de Futebol (CBF). Foi decidida por Santos e Palmeiras em duas partidas e teve a equipe alviverde da cidade de São Paulo como vencedora.
O primeiro duelo ocorreu em 25 de novembro, no Estádio da Vila Belmiro, em Santos, com triunfo santista de 1–0. Já o segundo confronto aconteceu em 2 de dezembro, no Allianz Parque, em São Paulo, com vitória do Palmeiras por 2–1 no tempo normal e 4–3 nos pênaltis, conquistando seu terceiro título na competição.
Foi a terceira vez que a Copa do Brasil foi decidida entre equipes do mesmo estado, a primeira vez na história que as duas equipes paulistas decidiram esse título nacional e a primeira vez que a final da competição é decidida em disputa de pênaltis.

## Caminho até a final
| Santos      | Santos    | Santos             | Fase             | Palmeiras            | Palmeiras     | Palmeiras          |
| Adversário  | Resultado | Jogos              | Fase             | Adversário           | Resultado     | Jogos              |
| ----------- | --------- | ------------------ | ---------------- | -------------------- | ------------- | ------------------ |
| Londrina    | 2 – 0     | 1–0 fora; 1–0 casa | Primeira fase    | Vitória da Conquista | 4 – 1         | 4-1 fora           |
| Maringá     | 3 – 2     | 2–2 fora; 1–0 casa | Segunda fase     | Sampaio Corrêa       | 6 – 2         | 1–1 fora; 5–1 casa |
| Sport       | 4 – 3     | 1–2 fora; 3–1 casa | Terceira fase    | ASA                  | 1 – 0         | 0–0 casa; 1–0 fora |
| Corinthians | 4 – 1     | 2-0 casa; 2–1 fora | Oitavas de final | Cruzeiro             | 5 – 3         | 2-1 casa; 3-2 fora |
| Figueirense | 4 – 2     | 1–0 fora; 3–2 casa | Quartas de final | Internacional        | 4 – 3         | 1–1 fora; 3–2 casa |
| São Paulo   | 6 – 2     | 3-1 fora; 3-1 casa | Semifinal        | Fluminense           | 3 – 3 (4-1 p) | 1–2 fora; 2–1 casa |

Legenda: (C) casa; (F) fora

## Os jogos

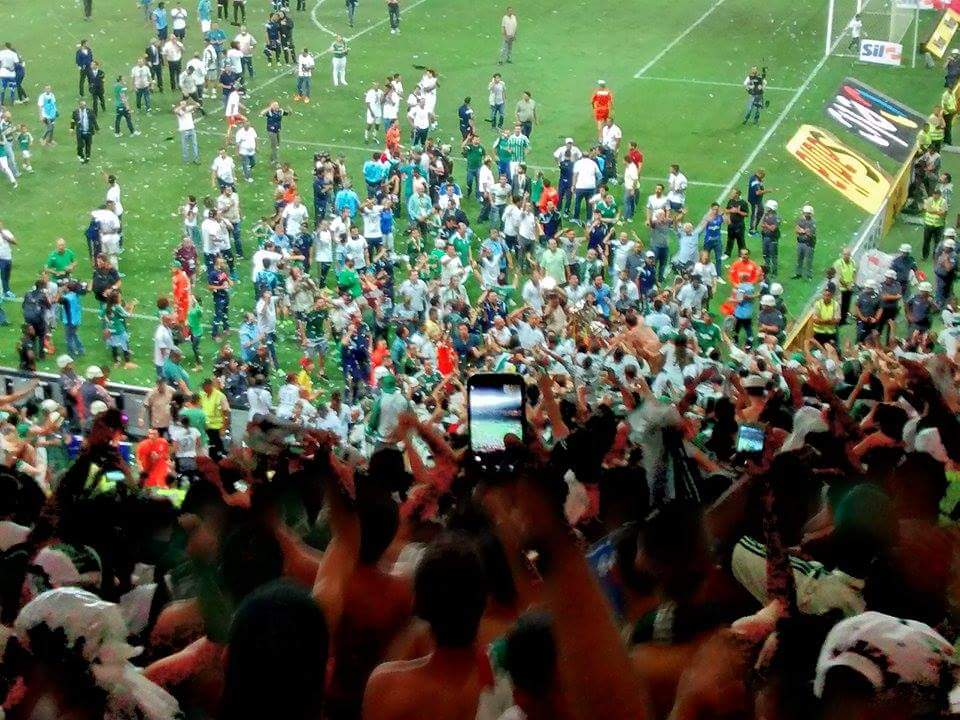
Festa do Palmeiras com a torcida na final da Copa do Brasil de 2015

A final da Copa do Brasil contou com dois dos jogos mais importantes da história entre Palmeiras e Santos. Na primeira partida, em 25 de novembro, na Vila Belmiro, o Santos saiu na frente do placar: 1–0, gol de Gabriel, aos 33 minutos do segundo tempo. A equipe do litoral perdeu ainda um pênalti no início do primeiro tempo e teve várias oportunidades de gol durante a partida. O Palmeiras, por sua vez, preferiu privilegiar o jogo defensivo e teve um jogador expulso, o lateral Lucas.
O segundo jogo foi realizado no dia 2 de dezembro no Allianz Parque e representou a primeira final de um campeonato disputado na nova arena do Palmeiras. No tempo normal, precisando reverter o placar da primeira partida, a equipe paulistana venceu o clube do litoral paulista por 2–1, com dois gols do atacante Dudu para o lado alviverde, marcados aos 11 e aos 39 minutos do segundo tempo, e um gol marcado pelo centroavante Ricardo Oliveira para a equipe santista, aos 41 minutos da mesma etapa.
Com a igualdade no saldo de gols nas finais, a disputa do título foi para os pênaltis e foi vencida pelo Palmeiras por 4–3. O grande nome da decisão foi o goleiro Fernando Prass, que defendeu um dos pênaltis cobrados pelo Santos e converteu a cobrança decisiva que deu o título para a equipe alviverde, num momento histórico para o clube.

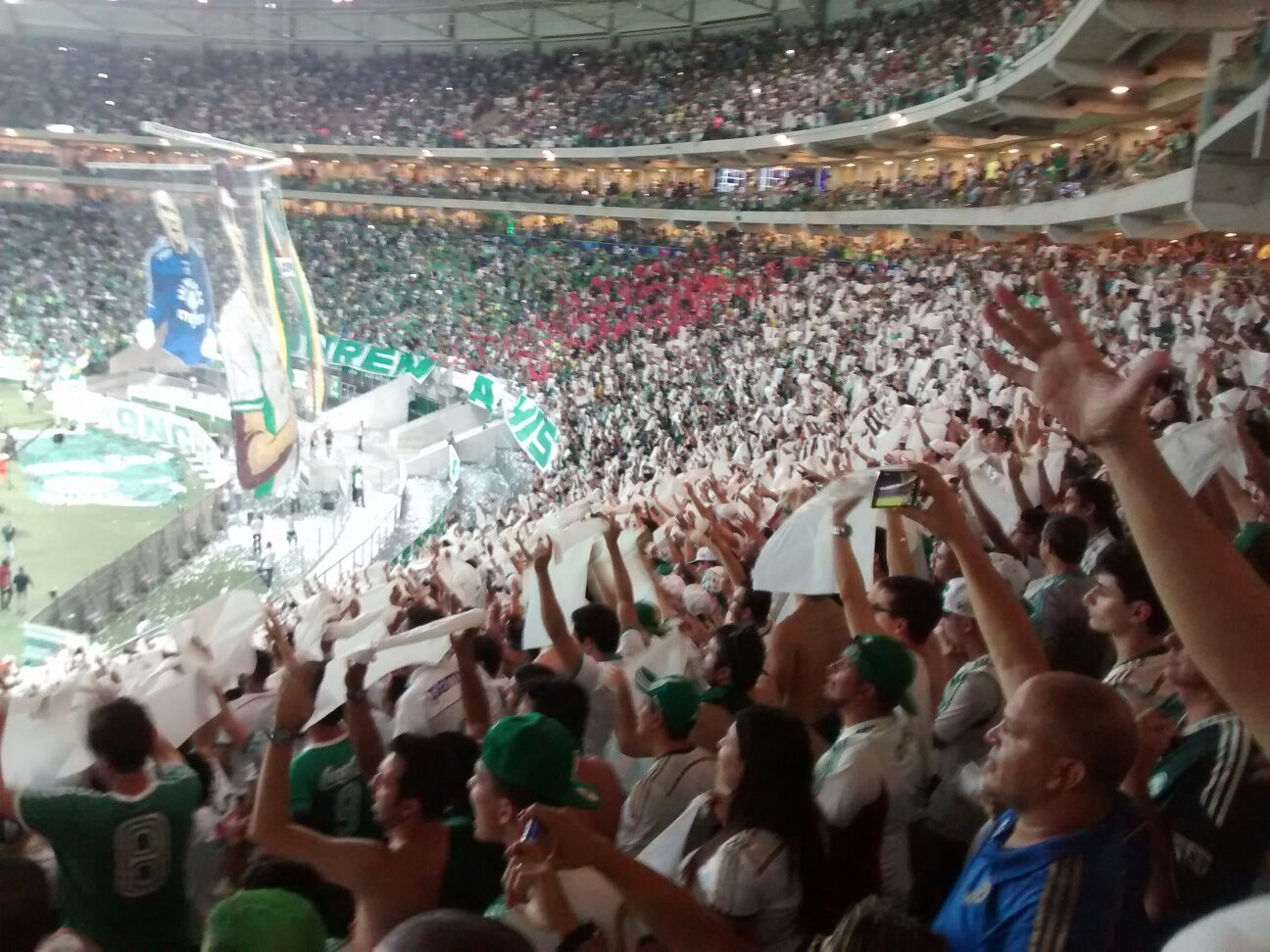
Torcida do Palmeiras na final da Copa do Brasil de 2015

Antes de Prass, cobraram pelo Palmeiras o lateral Zé Roberto, o atacante Rafael Marques, que teve o pênalti defendido pelo goleiro santista Vanderlei, além do zagueiro Jackson e do atacante Cristaldo. Pelo Santos, o atacante Marquinhos Gabriel chutou para fora, o zagueiro Gustavo Henrique teve a cobrança defendida pelo goleiro alviverde e os jogadores Geuvânio, Lucas Lima e Ricardo Oliveira converteram.
A final entre Palmeiras e Santos também quebrou dois recordes do Allianz Parque: o maior público pagante da história da arena e a maior arrecadação com bilheteria em jogos do Palmeiras no novo estádio. O público foi de 39.660 espectadores e a renda totalizou R$ 5.336.631,25.
Com a conquista, o Palmeiras se qualificou automaticamente para a fase de grupos da Copa Libertadores da América de 2016, além de ratificar sua condição de equipe brasileira com mais títulos nacionais, chegando a 12 conquistas (8 Brasileiros, 3 Copas do Brasil e 1 Copa dos Campeões).

## Jogo de ida
| 25 de novembro | Santos      | 1 – 0            | Palmeiras | Estádio Vila Belmiro, Santos                                               |
| 22:00 (UTC−2)  | Gabriel 78' | Relatório Súmula |           | Público: 14 116 Renda: R$ 1.631.560,00 Árbitro: SP Luiz Flávio de Oliveira |

| Santos | Palmeiras |

| G              | 1  | Vanderlei          |  |     |       |
| LD             | 4  | Victor Ferraz      |  | 83' |       |
| Z              | 14 | David Braz         |  |     |       |
| Z              | 6  | Gustavo Henrique   |  |     |       |
| LE             | 37 | Zeca               |  |     |       |
| V              | 29 | Thiago Maia        |  |     | 90+2' |
| V              | 8  | Renato             |  | 60' |       |
| M              | 20 | Lucas Lima         |  |     |       |
| A              | 31 | Marquinhos Gabriel |  |     | 64'   |
| A              | 9  | Ricardo Oliveira   |  | 64' |       |
| A              | 10 | Gabriel            |  | 79' | 85'   |
| Reservas:      |    |                    |  |     |       |
| Z              | 2  | Werley             |  |     |       |
| V              | 5  | Alison             |  |     |       |
| A              | 11 | Geuvânio           |  |     | 64'   |
| G              | 12 | Vladimir           |  |     |       |
| M              | 17 | Rafael Longuine    |  |     |       |
| A              | 19 | Marquinhos         |  |     |       |
| LE             | 23 | Chiquinho          |  |     |       |
| M              | 27 | Léo Cittadini      |  |     |       |
| V              | 32 | Paulo Ricardo      |  |     |       |
| LD             | 38 | Daniel Guedes      |  |     |       |
| A              | 39 | Nilson             |  |     | 90+2' |
| A              | 40 | Neto Berola        |  |     | 85'   |
| Treinador:     |    |                    |  |     |       |
| Dorival Júnior |    |                    |  |     |       |

| G                | 1  | Fernando Prass     |  |  | 32' |     |
| LD               | 32 | Lucas              |  |  | 89' |     |
| Z                | 26 | Jackson            |  |  |     |     |
| Z                | 31 | Vitor Hugo         |  |  |     |     |
| LE               | 11 | Zé Roberto         |  |  |     |     |
| V                | 36 | Matheus Sales      |  |  | 37' | 45' |
| V                | 5  | Arouca             |  |  | 64' |     |
| M                | 27 | Robinho            |  |  |     |     |
| A                | 33 | Gabriel Jesus      |  |  |     | 12' |
| A                | 7  | Dudu               |  |  | 90' |     |
| A                | 8  | Lucas Barrios      |  |  | 43' | 64' |
| Reservas:        |    |                    |  |  |     |     |
| Z                | 4  | Nathan             |  |  |     |     |
| A                | 9  | Jonathan Cristaldo |  |  |     |     |
| V                | 15 | Amaral             |  |  |     | 45' |
| A                | 17 | Pablo Mouche       |  |  |     |     |
| A                | 19 | Rafael Marques     |  |  |     | 64' |
| M                | 20 | Agustín Allione    |  |  |     |     |
| LD               | 22 | João Pedro         |  |  |     |     |
| V                | 28 | Andrei Girotto     |  |  |     |     |
| A                | 29 | Kelvin             |  |  |     | 12' |
| M                | 30 | Fellype Gabriel    |  |  |     |     |
| G                | 47 | Fábio              |  |  |     |     |
| LE               | 66 | Egídio             |  |  |     |     |
| Treinador:       |    |                    |  |  |     |     |
| Marcelo Oliveira |    |                    |  |  |     |     |

| Bandeirinhas: SP Emerson Augusto de Carvalho SP Marcelo Carvalho Van Gasse Quarto árbitro: SP Marcelo Aparecido de Souza |

## Jogo de volta
| 2 de dezembro | Palmeiras    | 2 – 1            | Santos               | Estádio Allianz Parque, São Paulo                                      |
| 22:00 (UTC−2) | Dudu 56' 84' | Relatório Súmula | Ricardo Oliveira 86' | Público: 39 660 Renda: R$ 5.336.631,25 Árbitro: SC Héber Roberto Lopes |

|                                                            |       | Penalidades                                                              |  |
| Zé Roberto Rafael Marques Jackson Cristaldo Fernando Prass | 4 – 3 | Marquinhos Gabriel Gustavo Henrique Geuvânio Lucas Lima Ricardo Oliveira |  |

| Palmeiras | Santos |

| G                | 1  | Fernando Prass     |  |  |     |     |
| LD               | 22 | João Pedro         |  |  | 65' | 72' |
| Z                | 26 | Jackson            |  |  |     |     |
| Z                | 31 | Vitor Hugo         |  |  |     |     |
| LE               | 11 | Zé Roberto         |  |  |     |     |
| V                | 36 | Matheus Sales      |  |  | 51' |     |
| V                | 5  | Arouca             |  |  |     |     |
| M                | 27 | Robinho            |  |  |     |     |
| A                | 33 | Gabriel Jesus      |  |  |     | 41' |
| A                | 7  | Dudu               |  |  | 86' |     |
| A                | 8  | Lucas Barrios      |  |  |     | 68' |
| Reservas:        |    |                    |  |  |     |     |
| Z                | 4  | Nathan             |  |  |     |     |
| A                | 9  | Jonathan Cristaldo |  |  |     | 68' |
| M                | 10 | Cleiton Xavier     |  |  |     |     |
| V                | 15 | Amaral             |  |  |     |     |
| A                | 17 | Pablo Mouche       |  |  |     |     |
| A                | 19 | Rafael Marques     |  |  |     | 41' |
| M                | 20 | Agustín Allione    |  |  |     |     |
| V                | 28 | Andrei Girotto     |  |  |     |     |
| A                | 29 | Kelvin             |  |  |     |     |
| LD               | 42 | Lucas Taylor       |  |  |     | 72' |
| G                | 47 | Fábio              |  |  |     |     |
| LE               | 66 | Egídio             |  |  |     |     |
| Treinador:       |    |                    |  |  |     |     |
| Marcelo Oliveira |    |                    |  |  |     |     |

| G              | 1  | Vanderlei          |  |     |     |
| LD             | 4  | Victor Ferraz      |  |     |     |
| Z              | 14 | David Braz         |  |     | 27' |
| Z              | 6  | Gustavo Henrique   |  |     |     |
| LE             | 37 | Zeca               |  |     |     |
| V              | 29 | Thiago Maia        |  |     | 80' |
| V              | 8  | Renato             |  |     |     |
| M              | 20 | Lucas Lima         |  |     |     |
| A              | 31 | Marquinhos Gabriel |  |     |     |
| A              | 9  | Ricardo Oliveira   |  |     |     |
| A              | 17 | Gabriel            |  | 48' | 64' |
| Reservas:      |    |                    |  |     |     |
| Z              | 2  | Werley             |  |     | 27' |
| V              | 5  | Alison             |  |     |     |
| A              | 11 | Geuvânio           |  |     | 64' |
| G              | 12 | Vladimir           |  |     |     |
| M              | 18 | Vitor Bueno        |  |     |     |
| V              | 21 | Leandrinho         |  |     |     |
| LE             | 23 | Chiquinho          |  |     |     |
| V              | 32 | Paulo Ricardo      |  |     | 80' |
| LD             | 38 | Daniel Guedes      |  |     |     |
| A              | 39 | Nilson             |  |     |     |
| A              | 40 | Neto Berola        |  |     |     |
| M              | 41 | Serginho           |  |     |     |
| Treinador:     |    |                    |  |     |     |
| Dorival Júnior |    |                    |  |     |     |

| Bandeirinhas: SP Emerson Augusto de Carvalho SP Marcelo Carvalho Van Gasse Quarto árbitro: MG Ricardo Marques Ribeiro |

## Premiação
| Copa do Brasil de 2015        |
| São Paulo                     |
| ----------------------------- |
| Palmeiras Campeão (3º título) |